# Psylliodes reitteri
Psylliodes reitteri är en skalbaggsart som beskrevs av Julius Weise 1888. Psylliodes reitteri ingår i släktet Psylliodes, och familjen bladbaggar. Arten är reproducerande i Sverige.